# Пригоди корчика
«Пригоди корчика» — кінофільм режисера Åsleik Engmark, що вийшов на екрани в 2009 році.

## Зміст
Малюк, пустотливий і тямущий хлопчисько, щойно переїхав з міста в село і ще не встиг знайти собі друзів. Одного разу серед сучків і гілок для розтоплення каміна він виявляє корчика, схожого на чоловічка, який стає його уявним другом. І поки мама Малюка працює в універсамі, а тато роз'їжджає іншими селами, продаючи спідню білизну, хлопчик змушений проводити час один, вирішуючи разом з Корчиком свої маленькі хлоп'ячі проблеми.

## Ролі
| Актор                       | Роль |
| --------------------------- | ---- |
| Adrian Grønnevik Smith      | -    |
| Åsleik Engmark              | -    |
| Пернілла Серенсен           | -    |
| Ян Гуннар Рейсі             | -    |
| Петрус Андреас Крістенсен   | -    |
| Пер Шаанінг                 | -    |
| John F. Brungot             | -    |
| Хьерсті Фьелдстад           | -    |
| Пер Янсен                   | -    |
| Amalie Blankholm Heggemsnes | -    |

## Знімальна група
- Режисер — Åsleik Engmark
- Сценарист — Birgitte Bratseth, Анне-Катарина Вестли
- Продюсер — Фінн Гьєрдрум, Стейн Б. Квае, Пітер Бее
- Композитор — Jon Rørmark